# Burlington, North Carolina
Burlington är en stad i den amerikanska delstaten North Carolina med en yta av 55,3 km² och en folkmängd, som uppgår till 50 587 invånare (2000). Orten grundades 1857 som Company Shops. Namnbytet till Burlington skedde 1886 och orten fick stadsrättigheter år 1893.
Största delen av Burlington är belägen i Alamance County. Resten hör till Guilford County.